# Chudeřice (Bílina)
Chudeřice je část města Bílina v okrese Teplice. Nachází se na severu Bíliny. Prochází zde silnice I/13. V roce 2011 zde trvale žilo 42 obyvatel.
Chudeřice leží v katastrálním území Chudeřice u Bíliny o rozloze 2,44 km².
Bílina-Chudeřice je název zastávky na železniční trati Ústí nad Labem – Bílina (poblíž elektrárny Ledvice).

## Historie
První písemná zmínka o vesnici pochází z roku 1404.

## Obyvatelstvo
Při sčítání lidu v roce 1921 zde žilo 537 obyvatel (z toho 300 mužů), z nichž bylo 277 Čechoslováků, 216 Němců, tři Židé, jeden příslušník jiné národnosti a čtyřicet cizinců. Většina se hlásila k římskokatolické církvi, 152 lidí bylo bez vyznání, dvanáct patřilo k evangelickým církvím, dva k církvi československé, tři k izraelské a jedenáct k jiným nezjišťovaným církvím. Podle sčítání lidu z roku 1930 měla vesnice 855 obyvatel: 399 Čechoslováků, 399 Němců, tři příslušníky jiné národnosti a sedmdesát cizinců. Počet římských katolíků vzrostl na 607, ale žilo zde také 39 evangelíků, šest členů církve československé, pět židů, osm členů nezjišťovaných církví a 190 lidí bez vyznání.
|                                                                 | 1869 | 1880 | 1890 | 1900 | 1910 | 1921 | 1930 | 1950 | 1961 | 1970 | 1980 | 1991 | 2001 | 2011 | 2021 |
| --------------------------------------------------------------- | ---- | ---- | ---- | ---- | ---- | ---- | ---- | ---- | ---- | ---- | ---- | ---- | ---- | ---- | ---- |
| Obyvatelé                                                       | 96   | 370  | 303  | 532  | 534  | 537  | 855  | 610  | 658  | 456  | 147  | 4    | 4    | 42   | 7    |
| Domy                                                            | 15   | 19   | 24   | 34   | 51   | 70   | 134  | 117  | —    | 107  | 45   | 34   | 12   | 31   | 3    |
| Počet domů z roku 1961 je zahrnut v domech místní části Bílina. |      |      |      |      |      |      |      |      |      |      |      |      |      |      |      |

## Obecní správa
Při sčítání lidu v letech 1869–1900 Chudeřice byla osadou obce Hrobčice, se kterým patřil nejprve do okresu Teplice, ale v roce 1900 v okrese Duchcov. V letech 1910–1930 byla samostatnou obcí v okrese Duchcov. Od roku 1947 je částí města Bílina, se kterým patřila nejprve do okresu Bílina, ale v roce 1961 znovu v okrese Teplice.

## Osobnosti
- Ladislav Oliva (* 1933), sklář, výtvarník